# Rheintor (Andernach)

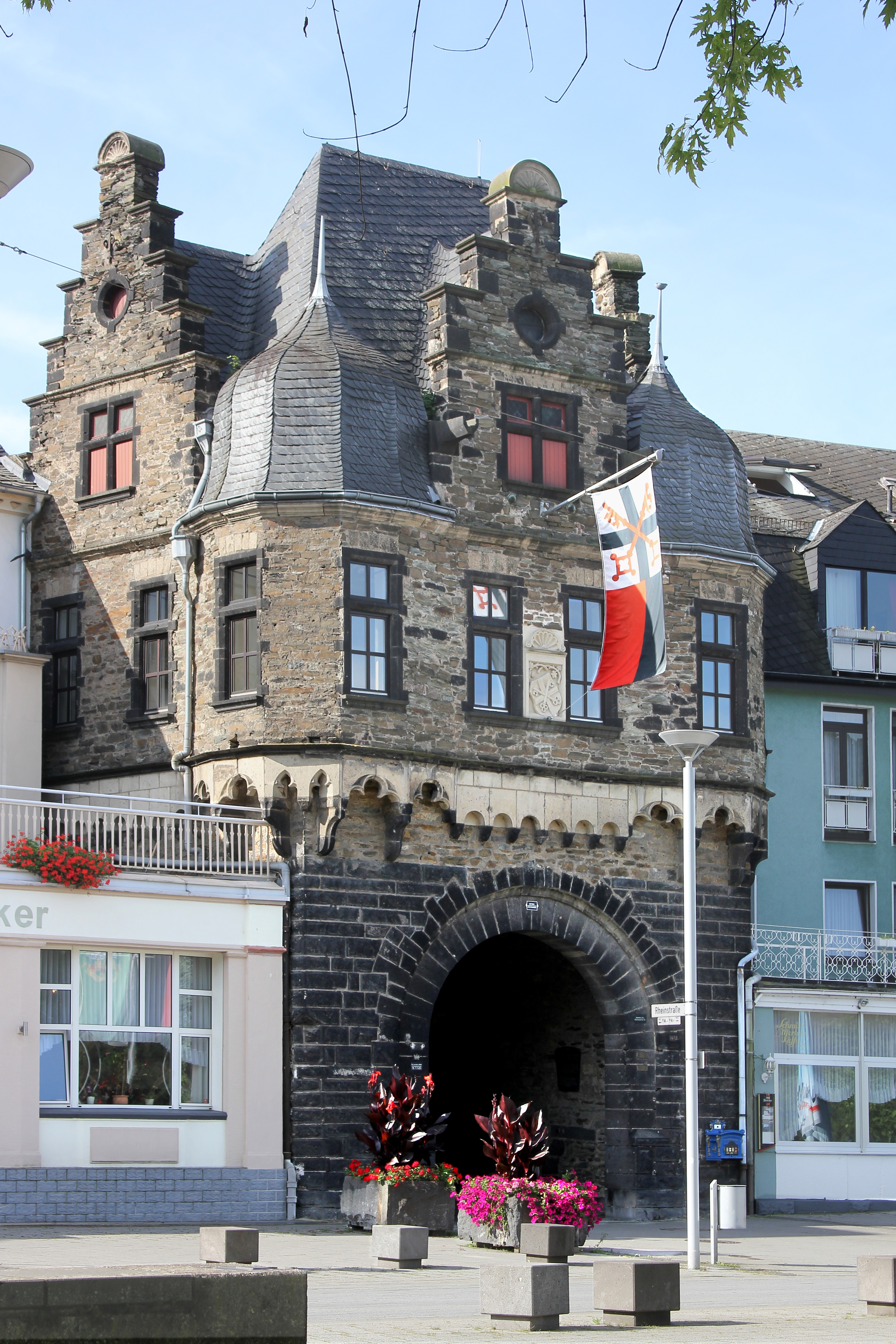
Rheintor, Nordost

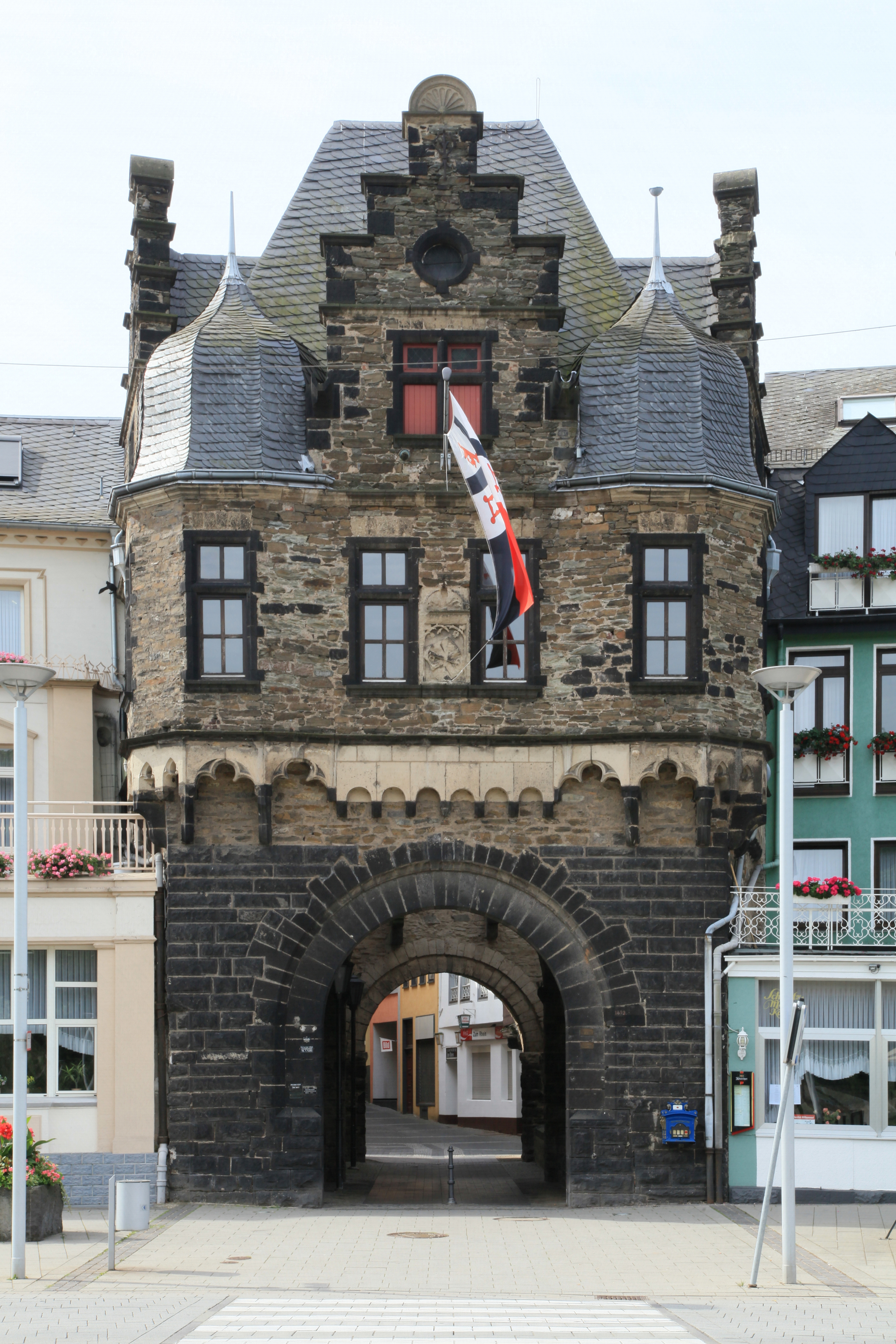
Nord

Das Rheintor ist das ehemalige nördliche Haupttor der Andernacher Stadtbefestigung aus der Zeit um 1200 und der Hauptzugang der Stadt Andernach vom Rheinufer her.

## Geschichte
Wie am Rhein üblich, wurde das Tor seinerzeit auf Mittelhochdeutsch nach der auf das Gebäude zuführenden korengass (später Korngasse) die korenpor(t)zen genannt. Der Name wandelte sich über Korenportz, Corn Porte zu Neuhochdeutsch Kornpforte bis ins frühe 19. Jahrhundert hinein, als es nach der in Rheinstraße umbenannten ehemaligen Korngasse fortan Rheintor hieß. Es ist die älteste Doppeltoranlage des Rheinlandes und neben der Ruine des Koblenzer Tores Andernachs einziges verbliebenes (und intaktes) Tor von ehemals fünf Haupttoren und fünf Nebentoren: Coellenporzen (Kölnpforte, Kölner Tor im Westen), Kirchporzen (Kirchpforte, Kirchtor im Süden), Schafporzen (Schafpforte, Schaftor im Süden), Burgporzen (Burgpforte, Koblenzer Tor im Osten) und Korenporzen (Kornpforte, Rheintor im Norden), dazu in der Rheinmauer: Schreiberspforte (im Nordosten), Moerspforte, Neupforte, Fischpforte, Trierpforte (Nordwesten, mit Torhaus). Das Tor bestand zunächst aus dem heutigen Innentor mit Spitzzeltdach und den beiden Figuren an der Feldseite, dem ältesten Teil des Tores. Sie waren ursprünglich bemalt und von Weitem sichtbar. So dienten sie als mögliche Wächtersymbole und auch zur Repräsentation der Stadt.
Die heute unmittelbar unter den Figuren befindlichen Basaltkonsolen stammen aus der Zeit vor der Torerweiterung und trugen ein sogenanntes hölzernes Überzimmer, wie es bei fast allen landseitigen Kölner Toren (z. B. Eigelsteintor), dem Rurtor in Jülich oder dem Kuhtor in Kempen der Fall ist bzw. war. Mitte des 14. Jahrhunderts wurde das äußere Tor (Vortor) mit den feldseitig zulaufenden Verbindungsmauern (trapezförmiger Torzwinger) errichtet. In die Zeit der Ersterbauung gehören neben dem Grundriss Teile des unteren Mauerwerks, vor allem des Haupt- oder Innentors. Das stadtseitige Torhaus ist seit der Renaissance kaum verändert. Der Rundbogenfries auf halber Höhe am Vortor, der sich auch unter den beiden Wehrerkern befindet, stammt aus der Zeit der Spätgotik. Ein innen verlaufender Fries an der Westmauer trug ursprünglich einen Wehrgang, der bereits im 15. Jahrhundert entfernt und dessen Bögen zugemauert wurden. 
Das Rheintor hatte als Stadthaupttor – neben dem ehemaligen Kirchtor einziges Doppeltor mit zwei separaten Torhäusern – einen rechteckigen dreistöckigen Torturmaufbau mit Spitzhelm stadtseitig hinter der Stadtmauerlinie (inneres Torhaus, Haupttor), dazu ein großes Hauptvorwerk (zeitweise mit Seitenvorwerken) vor der Stadtmauer (feldseitiges Torhaus). Besonders dieser Teil des Tores wurde mehrfach beschädigt, zerstört, aufgebaut und verändert. Im frühen 17. Jahrhundert besaß das Hauptaußenwerk drei Treppengiebel (ähnlich heute, ohne große Fenster) mit zwei großen Eckwarten (Wehrerkern, seit 1899 erkerähnlich mit eigenen Dächern in den Torbau integriert) und einem Pecherker über dem feldseitigen Toreingang, den alle Tore besaßen. Im 18. Jahrhundert wurden in das Außenwerk sowohl über dem Portal als auch in die Seitenwände große Fenster gebrochen und ein Mansarddach aufgesetzt, die Treppengiebel, die Oberteile der Wehrerker samt Pecherker entfernt. Wegen der Anhebung des Straßenniveaus der Rheinallee (heute Konrad-Adenauer-Allee) musste 1899 aus dem stadtseitigen Tor ein höherer Bogen ausgebrochen werden, der feldseitige Teil wurde ganz abgetragen und nach Plänen des 17. Jahrhunderts wiederaufgebaut. Dabei wurde der zu niedrig gewordene Torbogen 1,50 Meter höher wieder aufgebaut. Das geschah auf Weisung des Provinzialkonservators Paul Clemen (1866–1947) zunächst gegen den Willen der Stadtverwaltung, die schon 1894 das Tor insgesamt abreißen lassen wollte. Mit dieser Maßnahme (1899–1905) konnte Clemen das Rheintor erhalten. Die beiden überlebensgroßen spätromanischen Kriegerfiguren aus Tuffstein über der Durchfahrt zur Stadt (Feldseite des hinteren Torhauses) bewachen noch heute die Stadt und wurden seit der Mitte des 19. Jahrhunderts als Bäckerjungen bezeichnet und mit der in der Zeit entstandenen Bäckerjungensage in Verbindung gebracht, obgleich sie nichts anderes als Wächterfiguren oder Repräsentationsstatuen sind.

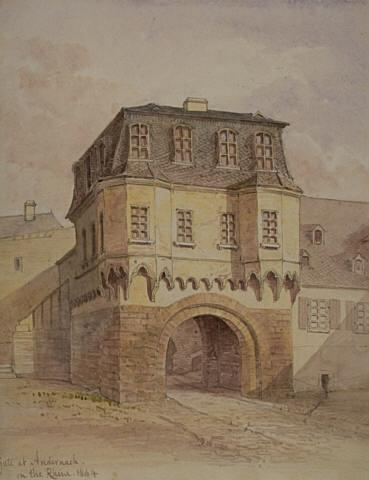
Das Rheintor nach Umbau mit Mansarddach, Zeichnung von John Kindler 1844, Haupttor ohne Helm
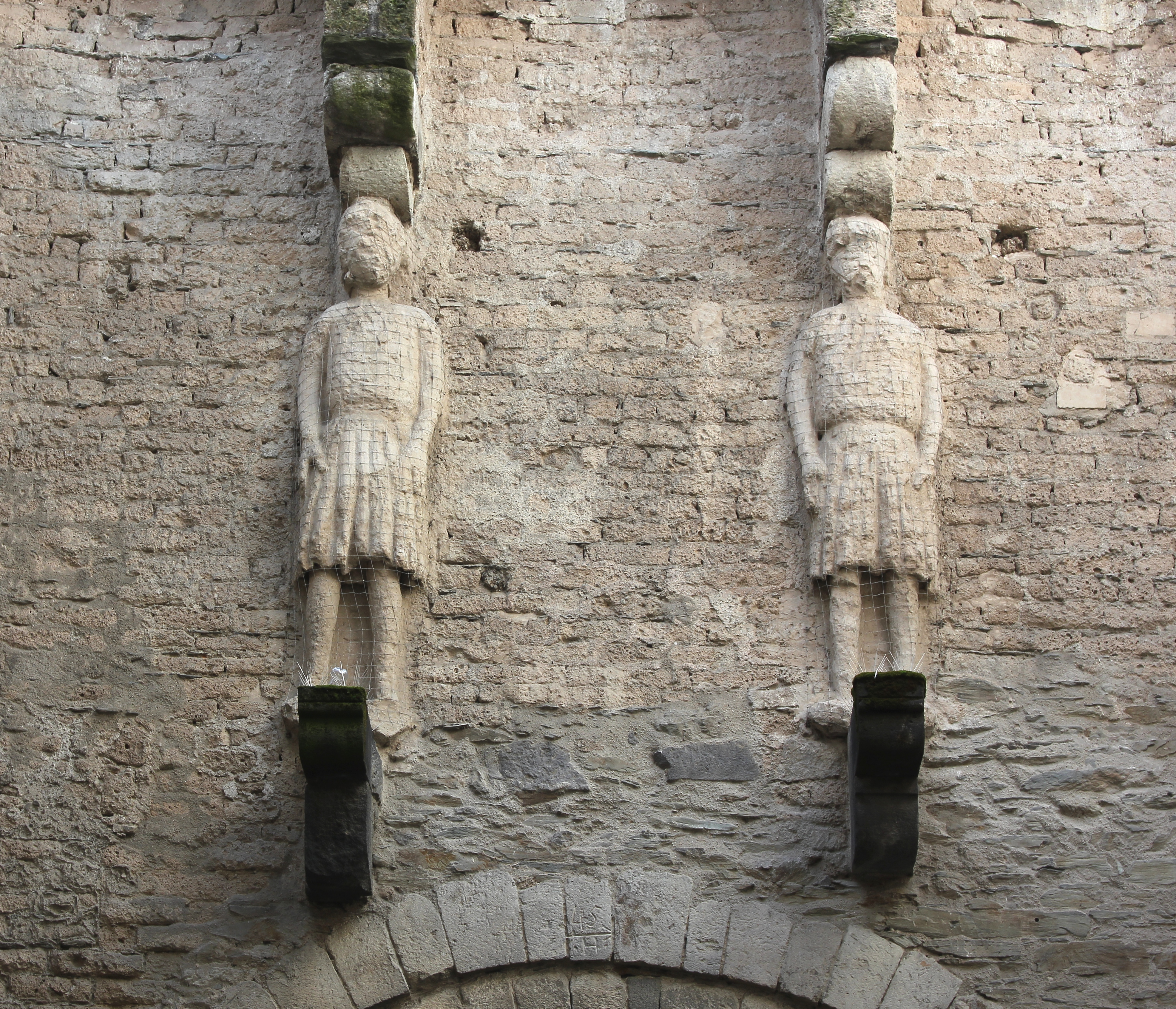
Die so genannten Bäckerjungen aus Tuff am Innentor, darunter die Konsolen des ehemaligen Überzimmers
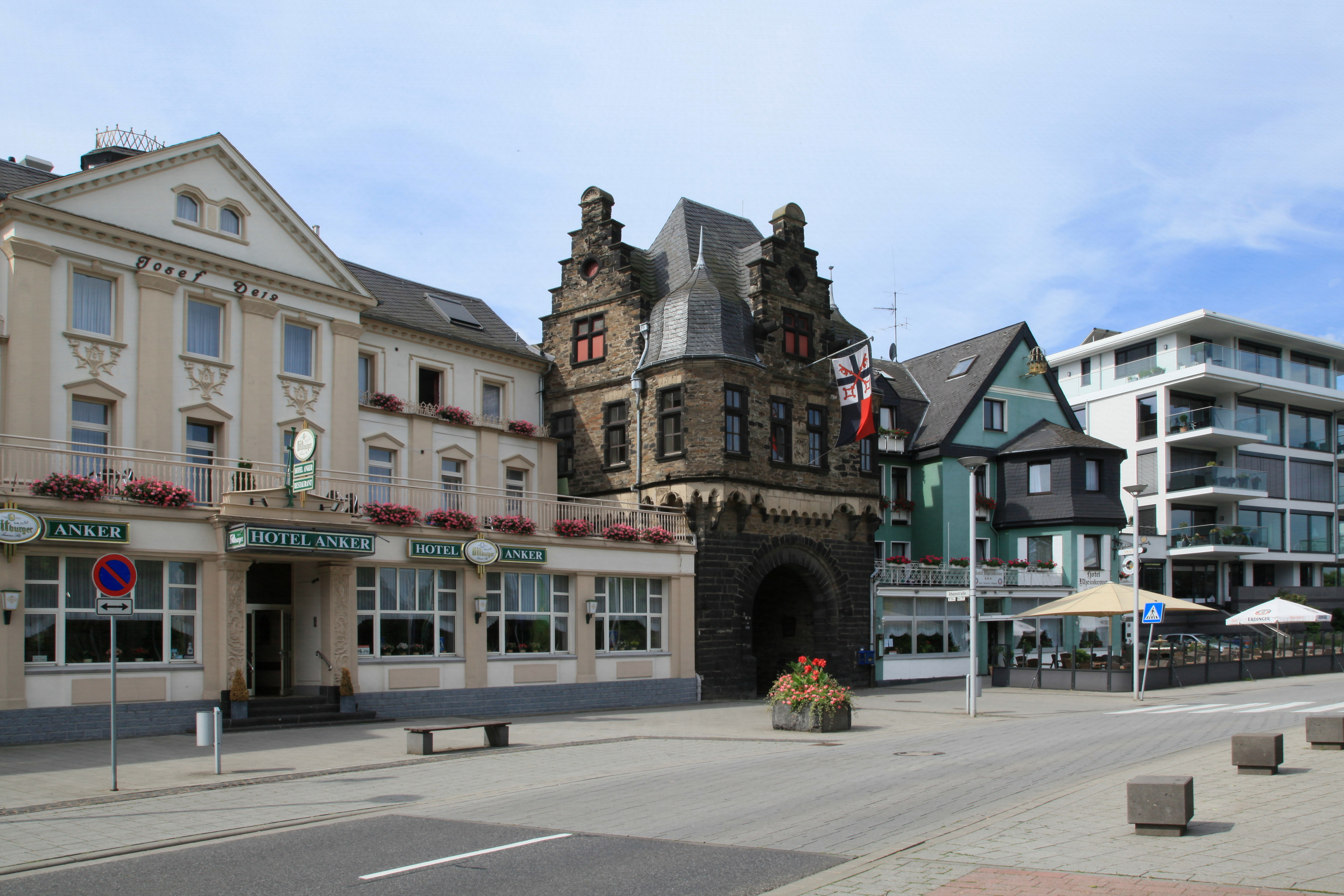
Hotels und Rheintor in der Konrad-Adenauer-Allee